# Gasthaus Zum Weißen Roß
Das Gasthaus Zum Weißen Roß ist ein denkmalgeschützter Gasthof aus dem 17. Jahrhundert in Darmstadt-Arheilgen in Hessen.

## Geschichte und Beschreibung
Das Gasthaus Zum Weißen Roß wurde vor dem Jahr 1640 erbaut. Die stattliche fränkische Hofreite in Hakenform umfasst die Gebäude in der Messeler Straße 10 und 12. Im Jahre 1640 wurde das Anwesen von dem Schäfer Johannes Andres übernommen. Der Schäfer Andres betrieb hinter dem Anwesen eine Schäferei. Im Jahre 1680 erwarb der Zentgraf Salomon Knauff die Hofreite und erbaute ein weitläufiges Gasthaus. Das Gasthaus und die Seitengebäude wurden im Jahre 1704 durch eine Toreinfahrt miteinander verbunden. Im Jahre 1785 erfolgte eine Sanierung des Bauwerks. Der obere Teil der Toreinfahrt – ein Dreiecksgiebel mit aufgesetztem Kugelschmuck aus Sandstein – stammt wahrscheinlich aus der Zeit um das Jahr 1785.
Das Bauwerk besitzt:
- ein verputztes, großvolumiges, giebelständige Wohnhaus mit abgewalmtem Mansarddach
- ein kleineres Nebengebäude mit Satteldach
- eine rundbogig abgeschlossene Toreinfahrt, die die beiden Gebäude miteinander verbindet
- im Giebelfeld des Torbogens ein Wappen mit springendem Pferd und einer Tafel mit dem Namen des Erbauers und der Datierung 1704

Die Hofreite wurde durch einen späteren Ladeneinbau verändert.

## Varia
Die über dem Erdgeschoss des Hauptgebäudes mittig angebrachte Goethe-Merck-Gedenktafel beruht auf einer Hausverwechslung. Der historisch richtige Anbringungsort wäre das einmal zum Besitz der Familie Merck gehörende Anwesen Messeler Straße 6–8.

## Denkmalschutz
Aus architektonischen und stadtgeschichtlichen Gründen ist das Bauwerk ein Kulturdenkmal.